# Jewish Renewal
Le Jewish Renewal ou judaïsme du renouveau est un mouvement contemporain du judaïsme né aux États-Unis avec des pratiques mystiques et méditatives.
À la fin des années 1960 et début des années 1970, de jeunes rabbins constituent en marge des yeshivot et autres académies talmudiques le mouvement des Havourot (pluriel de Havourah) ou "confrérie" pour la prière et l'étude en réaction à la saturation institutionnelle mais aussi à la perte spirituelle qui règneraient en Amérique du Nord. Ces juifs observants s'inspirent au départ des pratiques cultuelles des pharisiens et autres sectes antiques.
Bien vite ce mouvement se diversifie. Dans la région de Boston la Havourat Shalom pratique une vie communautaire rurale en autarcie. C'est surtout l'arrivée d'une population urbaine qui rapprochera le judaïsme du renouveau de la pensée du judaïsme libéral. Notamment par l'action d'Arthur Waskow (ancien rabbin du mouvement reconstructionniste, tandis que la teinte mystique provient de l'influence du rabbin Zalman Schachter-Shalomi.
Après avoir quitté le mouvement loubavitch, ce dernier fonda dans les années 1960 : The B'nai Or Religious Fellowship La Confrérie Religieuse B'nai Or. B'nai Or signifiant en hébreu les « fils de la lumière », Schachter-Shalomi fonde son mouvement en référence et aux Esséniens (et aux Manuscrits de la mer Morte popularisés depuis peu). Cependant la trame mystique ne que peu les matériaux théologiques, doctrinaires et eschatologiques de Qumran, étant influencée par la méditation bouddhiste et le soufisme.
En 1985, une première conférence nationale change le nom des B'nai Or en P'nai Or ou "visages de lumière", nouvelle nomination motivée par le tournant libéral et féministe auquel aspire le mouvement de Schachter-Shalomi. En 1993, la famille libérale de Waskow - née des premières havourot - finit par s'unir à la confrérie de Schachter-Shalomi, fondant l'association ALEPH sous l'intitulé Alliance for Jewish Renewal.